# Juan Francisco Manrique Lara
Juan Francisco Manrique Lara (Almoguera, Guadalajara, 9 de octubre de 1703-18 de enero de 1765) fue un religioso español que llegó a ser obispo de Geras, Oviedo y Plasencia, así como obispo auxiliar de Toledo.
Nacido en la provincia de Guadalajara, el 22 de septiembre de 1749 fue nombrado obispo auxiliar de Toledo con el título de obispo de Geras.
El 1 de abril de 1754 fue nombrado obispo de Oviedo, cargo que ocupó hasta 1760 cuando fue trasladado a Plasencia.
El 21 de abril de 1760 fue nombrado obispo de Plasencia.
Fallece el 18 de enero de 1765.
| Predecesor: Felipe Martín Ovejero   | Obispo de Oviedo 1754–1760    | Sucesor: Agustín González Pisador       |
| Predecesor: Pedro Gómez de la Torre | Obispo de Plasencia 1760–1765 | Sucesor: Francisco Antonio de Lorenzana |

- Datos: Q2893947